# Firma mutacional
Les firmes mutacionals del càncer són els processos de mutació en el ADN de les cèl·lules que segueixen un patró característic i fixa. La teoria mutacional del càncer proposa que les denominades mutacions conductores confereixen una avantatge proliferativa en una cèl·lula, el que provoca una activació del procés tumoral. Algunes mutacions conductores s'hereten en la línea germinal, però la majoria es presenten en les cèl·lules somàtiques durant la vida del pacient amb càncer, juntament amb moltes mutacions passatgeres no implicades en el desenvolupament del càncer. Múltiples processos mutacionals, com exposicions mutàgenes endògenes i exògenes, edició aberrant del ADN, errors de replicació i manteniment defectuós del ADN, són responsables de generar aquestes mutacions. Dins d'aquesta teoria mutacional trobem patrons fixes i estables que són identificats en un elevat nombre de càncers del mateix tipus, referint-se així a les firmes mutacionals. Dins de les firmes mutacionals trobem diferents tipus de firmes, per exemple, les firmes degudes a substitució de bases o a reordenaments, les quals estan interconnectades.

## Firmes mutacionals de substitució de bases

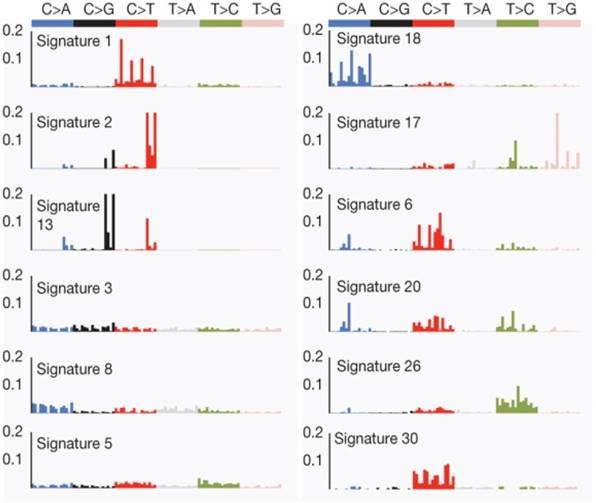
Firmes de substitució de bases en el càncer de mama.

Les firmes mutacionals d'aquest tipus són degudes a mutacions per substitució de base. En el càncer de mama trobem un espectre de 12 firmes de substitució de bases total. Aquestes s'ordenen d'acord amb amplis grups biològics: les firmes 1 i 5 es correlacionen amb l'edat del diagnòstic; les firmes 2 i 13 estan relacionades amb la proteïna APOBEC; les firmes 6, 20 i 26 estan associades amb una deficiència de reparació per mal aparellament; les firmes 3 i 8 estan associades amb una deficiència de recombinació homòloga; y les firmes 17, 18 i 30 tenen una etiologia desconeguda.

## Firmes mutacionals de reordenament

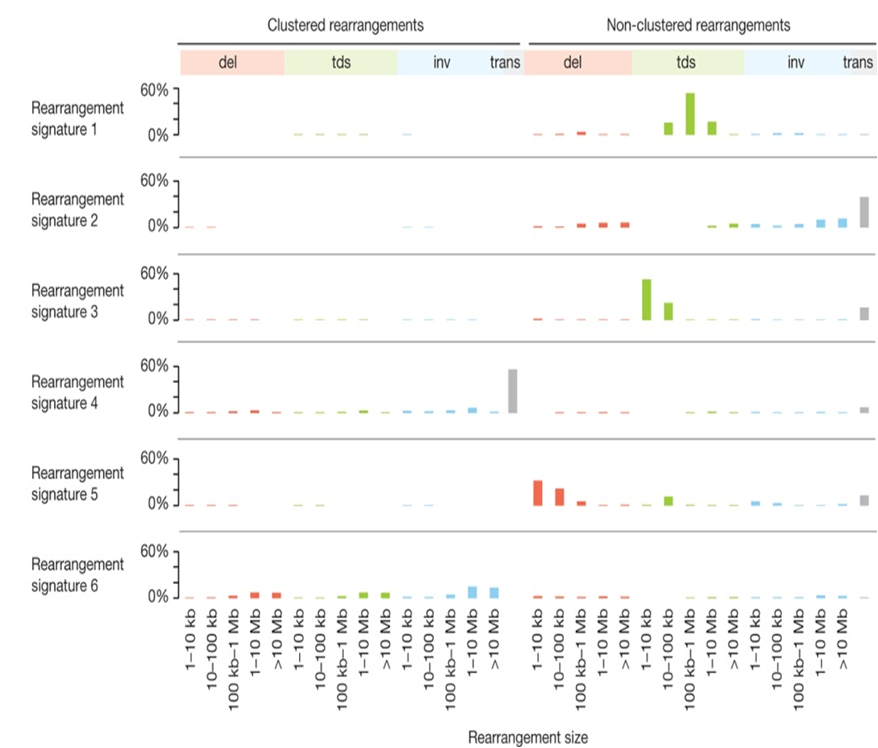
Firmes de reordenament en el càncer de mama.

Les firmes de processos de mutació de reordenament no han sigut prèviament investigades formalment. S'aplica un marc matemàtic utilitzat per les firmes de substitució de bases. En el càncer de mama es troben un total de 6 firmes mutacionals de reordenament. La firma de reordenament 1 i 3 es caracteritzen predominantment per duplicacions en tàndem. Més del 95% de les duplicacions en tàndem de la firma 3 es concentren en el 15 % dels càncers. Quasi tots els càncers (91%) amb mutacions BRCA1 o hipermetilació del promotor es troben en aquest grup. Per tant, la inactivació d'aquest gen pot ser responsable de les petites duplicacions en tàndem de la firma 3.
La firma 5 es caracteritza per delecions <100 kb. S'associa fortament amb la presència de mutacions de BRCA1 o d'hipermetilació del promotor i mutacions de BRCA2. La firma 2 es caracteritza per delecions no agrupades, inversions i translocacions intercromosòmiques; està present a la majoria dels càncers de mama però sobretot en els càncers de mama ER positius. La firma 4 es caracteritza per translocacions intercromosòmiques agrupades, mentre que la firma 6 presenta inversions agrupades i delecions. Aquestes 6 firmes de reordenament alhora están dividides en set (A-G) subgrups que mostren associacions diferents amb altres característiques genòmiques, histològiques o d'expressió gènica.